# 6605-ös mellékút (Magyarország)
A 6605-ös számú mellékút egy közel tizenhét kilométer hosszú, négy számjegyű országos közút Baranya vármegyében; a Mecsek nyugati vonulatai között keresztülhúzódva kapcsol össze néhány ott megbújó, jellemzően kisebb lélekszámú települést; úgy egymással, mint a térség két, nagyobb forgalmú, hosszabban számozódó útvonalával.

## Nyomvonala
A 6-os főútból ágazik ki, annak 206,250-es kilométerszelvénye közelében, Kővágószőlős közigazgatási területén, nem messze a község délkeleti határszélétől, észak felé. Az ellenkező irányban egy mezőgazdasági út indul ugyaninnen, a település déli mezőgazdasági területei, Bicsérd és Pellérd külterületei felé.
Az első kilométerénél elhalad egy ipari telephely mellett, majd 1,8 kilométer után eléri Kővágószőlős lakott területét, ahol a Rákóczi út nevet veszi fel. Nem sokkal a második kilométere után, ott nagyjából északkelet felé haladva egy elágazáshoz ér: az egyenesen továbbhaladó irányt képviselő (és a Rákóczi út nevet is továbbvivő) út innen a 66 107-es számozást viseli, a község központjáig; kelet felé a 66 136-os ágazik ki (ez Cserkútra vezet), a 6605-ös pedig északnyugat felé folytatódik, kicsivel ezután ki is lépve a belterületről.
A harmadik kilométere után az út elhalad Golgota településrész mellett, annak nyugati szélén, majd egy újabb elágazás következik: 3,4 kilométer után, Golgota településrész északi széle közelében a 66 135-ös út ágazik ki belőle nyugatnak, Kővágótöttös felé. 4,4 kilométer megtétele után az út is átlépi ez utóbbi község határát, de ott lakott területeket nem igazán érint; 5,9 kilométer előtt még egy számozatlan erdei út ágazik ki belőle Petőczpuszta felé, majd hamarosan teljesen elhagyja a települést.
A 8. kilométerénél, egy kanyarokkal tűzdelt szakasz végén átlép Bakonya területére; ott nagyjából nyugat felé halad. A 9,650-es kilométerszelvénye táján kiágazik belőle dél felé az 1,4 kilométer hosszú 66 134-es út, a község központjába, majd 10,6 kilométer után eléri Boda határszélét. Innen közel másfél kilométeren át Boda és Bakonya határvonalát kíséri, majd a 12. kilométere mellett egy négyeshatárhoz ér: itt egy ponton találkozik az előbbi két falu, valamint Hetvehely és Bükkösd közigazgatási területe.
Innen több mint három kilométeren át a két utóbbi település határvonala közelében halad, néhol szorosan azt kísérve, néhol nagyobb kitéréseket téve egyik vagy másik település lakatlan külterületeire. Csak 15,2 kilométer után lép teljesen hetvehelyi területre, északkeleti irányba fordulva; közben, 15,8 kilométer után keresztezi a Petőczi-árok nevű patak folyását. 16,3 kilométer után kiágazik belőle délkelet felé egy számozatlan alsóbbrendű út a bakonyai Sás-völgy kirándulóhelyre, a 16,450-es kilométerszelvénye táján pedig keresztezi a pécsi vasutat, Hetvehely megállóhely délnyugati szélénél. A 6601-es útba beletorkollva ér véget, majdnem pontosan annak 16. kilométerénél.
Teljes hossza, az országos közutak térképes nyilvántartását szolgáló kira.gov.hu adatbázisa szerint 16,599 kilométer.

## Települések az út mentén
- Kővágószőlős
- (Kővágótöttös)
- Bakonya
- Boda
- (Bükkösd)
- Hetvehely